# رایان استار
رایان استار (انگلیسی: Ryan Star؛ زادهٔ ۷ ژانویهٔ ۱۹۷۸) یک موسیقی‌دان اهل ایالات متحده آمریکا است.